# Ananda Mikola
Ananda Mikola (* 27. April 1980 in Jakarta) ist ein ehemaliger indonesischer Autorennfahrer. Er war 2005 asiatischer Formel-3-Meister. Von 2005 bis 2007 startete er in der A1 Grand Prix. Er ist der ältere Bruder des Rennfahrers Moreno Soeprapto.

## Karriere
Mikola begann seine Motorsportkarriere in indonesischen Rennserien. Er war 1994 im Kartsport aktiv und wurde 1994 und 1995 Meister der indonesischen Gruppe N. 1996 wechselte Mikola in den Formelsport und wurde auf Anhieb Meister der Formel Asia. Darüber hinaus nahm er in Europa an einem Rennen der italienischen Formel-3-Meisterschaft teil. 1997 wechselte Mikola komplett nach Europa und startete für Cevenini Junior in der italienischen Formel 3. Er wurde Gesamtzehnter. 1998 ging er in der italienischen Formel-3-Meisterschaft für RC Motorsport an den Start. Er erzielte drei Podest-Platzierungen und beendete die Saison auf dem fünften Platz im Gesamtklassement.
1999 wechselte Mikola zu Edenbridge Racing in die italienische Formel-3000-Meisterschaft. Er erzielte eine Pole-Position und schloss die Saison auf dem 13. Meisterschaftsplatz ab. 2000 erhielt Mikola ein Cockpit beim World Racing Team in der internationalen Formel-3000-Meisterschaft. Er blieb ohne Punkte und scheiterte bei drei Rennen an der Qualifikation. In der Fahrerwertung wurde er 31. 2001 begann Mikola die Formel-3000-Saison für das Team Astromega. Nach drei Rennen wurde er ohne Punkte erzielt zu haben durch Dino Morelli ersetzt. Am Saisonende lag Mikola auf dem 34. Platz. Nach einem Jahr Pause trat Mikola 2003 in der World Series Light für RC Motorsport an. Mit einem zweiten Platz als bestes Einzelergebnis wurde er Siebter in der Fahrerwertung.
2004 kehrte Mikola nach Asien zurück und startete zwei Jahre in der asiatischen Formel-3-Meisterschaft. In seiner ersten Saison trat er zu vier Rennen an und gewann davon drei. In der Fahrerwertung lag er auf dem siebten Platz. 2005 gewann er die Hälfte aller Rennen und wurde vor John O’Hara asiatischer Formel-3-Meister.
Im Winter 2005/2006 trat Mikola in der neugegründeten A1 Grand Prix für das indonesische Team an. Ein fünfter Platz in Shanghai war sein bestes Resultat. Sein Team lag am Ende auf dem 18. Platz in der Teamwertung. Im anschließenden Sommer startete Mikola in der asiatischen Formel Renault V6. Er gewann zwei Rennen und wurde Dritter in der Meisterschaft. In der A1GP-Saison 2006/2007 war Mikola bei zehn von elf Veranstaltungen als Fahrer im Einsatz. Ein zehnter Platz war sein bestes Ergebnis und das Team schloss die Saison auf dem 21. Rang ab. Am letzten Rennwochenende wurde er durch seinen jüngeren Bruder Moreno Soeprapto vertreten. In der anschließenden Saison nahm Mikola für G-Tec an einer Veranstaltung der Euroseries 3000, der ehemaligen italienischen Formel-3000-Meisterschaft teil. Dabei erzielte er mit einem dritten Platz als bestes Resultat eine Podest-Platzierung. In der Gesamtwertung wurde er 15.
2008 wechselte Mikola in die neugegründete Speedcar Series, in der mit einheitlichen Silhouettefahrzeugen gefahren wurde. Ein dritter Platz bei seinem Heimrennen auf dem Sentul International Circuit war sein bestes Ergebnis. Am Saisonende lag er auf dem achten Platz. 2009 nahm Mikola an zwei Rennen des asiatischen Porsche Carrera Cups teil.
Seit 2010 ist Mikola in keiner Rennserie mehr aktiv gewesen.

## Statistik

### Karrierestationen
| - 1994: Kartsport - 1995: Indonesische Gruppe N (Meister) - 1996: Indonesische Gruppe N (Meister) - 1996: Italienische Formel 3 - 1997: Italienische Formel 3 (Platz 10) - 1998: Italienische Formel 3 (Platz 5) | - 1999: Italienische Formel 3000 (Platz 13) - 2000: Formel 3000 (Platz 31) - 2001: Formel 3000 (Platz 34) - 2003: World Series Light (Platz 7) - 2004: Asiatische Formel 3 (Platz 7) - 2005: Asiatische Formel 3 (Meister) | - 2006: A1 Grand Prix - 2006: Asiatische Formel Renault V6 (Platz 3) - 2007: A1 Grand Prix - 2007: Euroseries 3000 (Platz 15) - 2008: Speedcar Series (Platz 8) - 2009: Asiatischer Porsche Carrera Cup |